# 군주주의
군주주의(君主主義, Monarchism)는 군주제를 보호하거나 군주제의 근본을 추구하는 정치 운동, 이데올로기나 군주제의 복원을 옹호하는 의미 정치적 신념 등을 의미한다. 공화주의와는 이질적으로 반대된다.

## 같이 보기
- 폐지된 군주제
- 정통왕당파
- 공화주의